# Referèndum d'autodeterminació d'Algèria de 1961
El referèndum d'autodeterminació d'Algèria de 1961 va ser una votació vinculant realitzada el 8 de gener de 1961 per a tota la població amb dret a vot de la França metropolitana, l'Algèria francesa, les regions i territoris d'ultramar, sobre l'obertura d'un procés d'independència per a Algèria.

La pregunta formulada va ser la següent:
| « | Aprova vostè el projecte de llei sotmès al poble francès pel president de la República i que concerneix l'autodeterminació de les poblacions algerianes i l'organització dels poders públics a Algèria abans de l'autodeterminació? | » |

L'article 1 del projecte de llei establia que, quan les condicions de seguretat ho permetessin, la destinació política d'Algèria en relació amb la República francesa seria decidit per les poblacions algerianes. L'article 2 establia que, fins que es produís l'autodeterminació, es regularien mitjançant decrets adoptats en el Consell de Ministres de França, la institució d'un òrgan executiu i assemblees deliberatives a Algèria, així com la cooperació entre les comunitats.
El decret núm. 60-1299 del 8 de desembre de 1960 va autoritzar el sotmetiment del projecte de llei a referèndum. En aquella época, el president de la República era Charles de Gaulle i el primer ministre Michel Debré. Els electors convocats al referèndum van ser els ciutadans amb dret a vot de la França metropolitana i l'Algèria francesa (incloent el Sàhara), però també les regions i territoris d'ultramar. El referèndum va ser majoritàriament aprovat, i el Consell Constitucional va proclamar el resultat definitiu el 14 de gener de 1961.

## Resultats
La participació va ser del 76% a la França metropolitana i del 59% a l'Algèria francesa. El 75% dels votants van votar «sí». Solament a Algèria, amb un 17% del cens total, el 70% va votar «sí», enfront del 30%, que va votar «no».
| Elecció            | Vots       | %     |
| ------------------ | ---------- | ----- |
| A favor            | 17.447.669 | 74,99 |
| En contra          | 5.817.775  | 25,01 |
|                    |            |       |
| Vots vàlids        | 23.265.444 | 96,99 |
| Vots blancs i nuls | 721.469    | 3,01  |
| Total              | 23.986.913 | 100   |
| Abstenció          | 8.533.320  | 26,25 |
| Participació       | 32.520.233 | 73,75 |

|  |  |  |  |  |
|  |  |  |  |  |
|  |  |  |  |  |

### Per departament
| Participació | Resultat |
| ------------ | -------- |
|              |          |